# Liste der Biografien/Sef
Liste der Biografien |
Portal Biografien |
Personensuche
# |
A |
B |
C |
D |
E |
F |
G |
H |
I |
J |
K |
L |
M |
N |
O |
P |
Q |
R |
S |
T |
U |
V |
W |
X |
Y |
Z |
?
 
Sa |
Sb |
Sc |
Sd |
Se |
Sf |
Sg |
Sh |
Si |
Sj |
Sk |
Sl |
Sm |
Sn |
So |
Sp |
Sq |
Sr |
Ss |
St |
Su |
Sv |
Sw |
Sy |
Sz
 
Sea |
Seb |
Sec |
Sed |
See |
Sef |
Seg |
Seh |
Sei |
Sej |
Sek |
Sel |
Sem |
Sen |
Seo |
Sep |
Seq |
Ser |
Ses |
Set |
Seu |
Sev |
Sew |
Sex |
Sey |
Sez
Die Liste der Biografien führt alle Personen auf, die in der deutschsprachigen Wikipedia einen Artikel haben. Dieses ist eine Teilliste mit 51 Einträgen von Personen, deren Namen mit den Buchstaben „Sef“ beginnt.

## Sef
- Sef (* 1984), niederländischer Rapper und Popmusiker

### Sefa
- Sefa, Ylber (* 1991), albanischer Radsportler

### Sefc
- Šefčík, Erich (1945–2004), tschechischer Archivar, Historiker und Numismatiker
- Sefciuc, Manuel (* 1987), österreichischer Schauspieler
- Šefčovič, Maroš (* 1966), slowakischer Diplomat und PolitikerMaroš Šefčovič (* 1966)

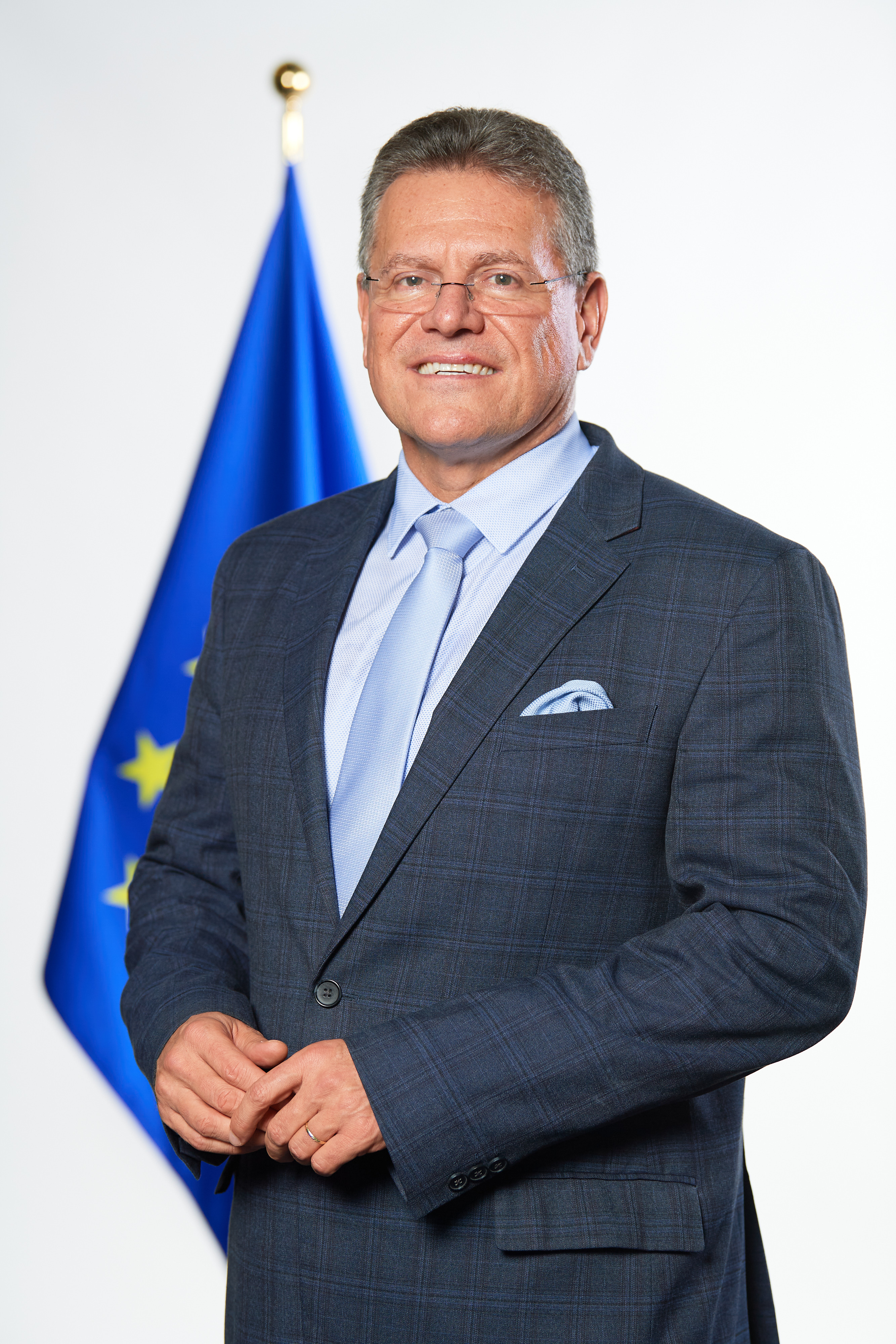
Maroš Šefčovič (* 1966)

### Sefe
- Sefeloge, Max (1821–1859), deutscher Attentäter
- Sefercik, Salih (* 1984), türkischer Fußballspieler
- Šefere, Kristīne (* 1981), lettische Badmintonspielerin
- Seferens, Gregor (* 1964), deutscher Übersetzer
- Seferi, Idriz (1847–1927), albanischer Freiheitskämpfer
- Seferi, Taulant (* 1996), albanischer Fußballspieler
- Séférian, Jean Claude (* 1956), französischer Chansonnier
- Séférian, Marie (* 1984), deutsche Jazzsängerin, Musikerin und Komponistin
- Seferings, Simon (* 1995), deutscher Fußballspieler
- Seferis, Giorgos (1900–1971), griechischer Schriftsteller und Diplomat; Nobelpreisträger für Literatur (1963)
- Seferović, Haris (* 1992), Schweizer Fussballspieler
- Seferović, Sead (* 1970), bosnisch-herzegowinischer Fußballspieler
- Seferovic, Senad (* 1974), deutscher Skatspieler

### Seff
- Seffcheque, Xaõ (1956–2023), österreichischer Musiker und DrehbuchautorXaõ Seffcheque (1956–2023)

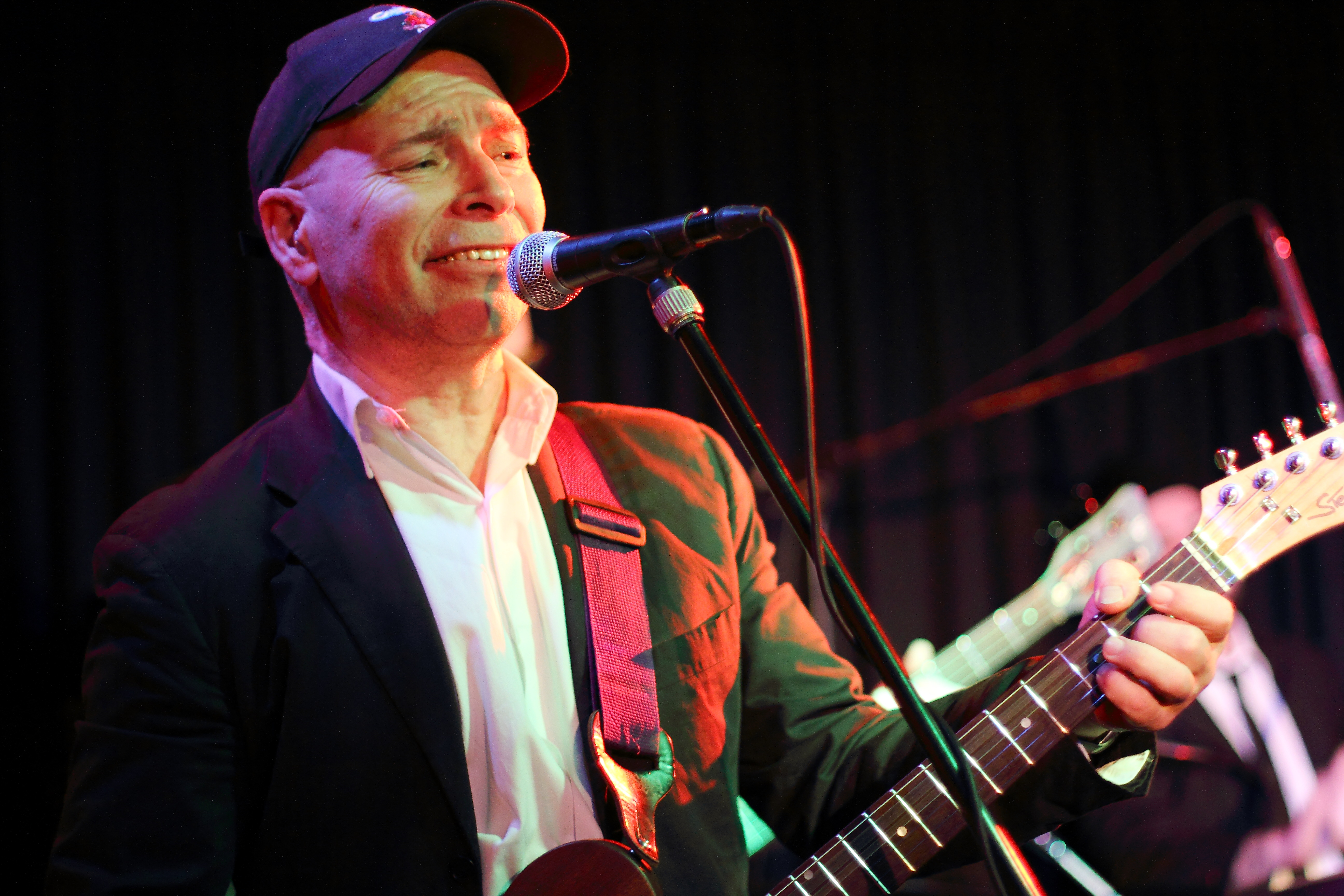
Xaõ Seffcheque (1956–2023)

- Seffer, David (* 1980), deutsch-polnischer Filmproduzent, Filmregisseur und Drehbuchautor
- Seffer, Debora (* 1969), französische Jazzmusikerin
- Seffer, Gustav Heinrich (1816–1876), evangelischer Theologe, Regierungs- und Schulrat, Publizist und Oberschulinspektor
- Seffer, Johann Heinrich Christoph (1783–1848), deutscher Pädagoge, Lehrer und Schulleiter
- Seffer, Yochk’o (* 1939), französischer Jazzmusiker
- Seffner, Carl (1861–1932), deutscher Bildhauer
- Seffner, Heinrich (1805–1888), deutscher Bürgermeister und Politiker
- Seffrin, Horst (1921–2007), deutscher Kommunalpolitiker (SPD), Bürgermeister, Sozial- und Gesundheitsdezernent
- Seffrin, Roland (1905–1985), deutscher Pädagoge und Politiker (Zentrum, später CDU), MdB

### Sefi
- Sefiani, Noureddine (* 1947), marokkanischer Diplomat
- Sefidari, María (* 1982), spanische Psychologin, Hochschuldozentin und Kuratoriumsvorsitzende der Wikimedia Foundation
- Šefik, Denis (* 1976), montenegrinischer Wasserballspieler
- Sefil, Ali Semi (* 2013), türkischer Kinderdarsteller
- Sefilian, Schirair (* 1967), armenischer Militärkommandant während des Bergkarabachkrieges

### Sefo
- Sefo (* 1998), türkischer Rapper
- Sefo, Ray (* 1971), neuseeländischer Kampfsportler
- Sefo, Tamati Alefosio (* 1972), samoanischer römisch-katholischer Ordensgeistlicher, Apostolischer Präfekt der Marshallinseln
- Sefolosha, Thabo (* 1984), Schweizer BasketballspielerThabo Sefolosha (* 1984)

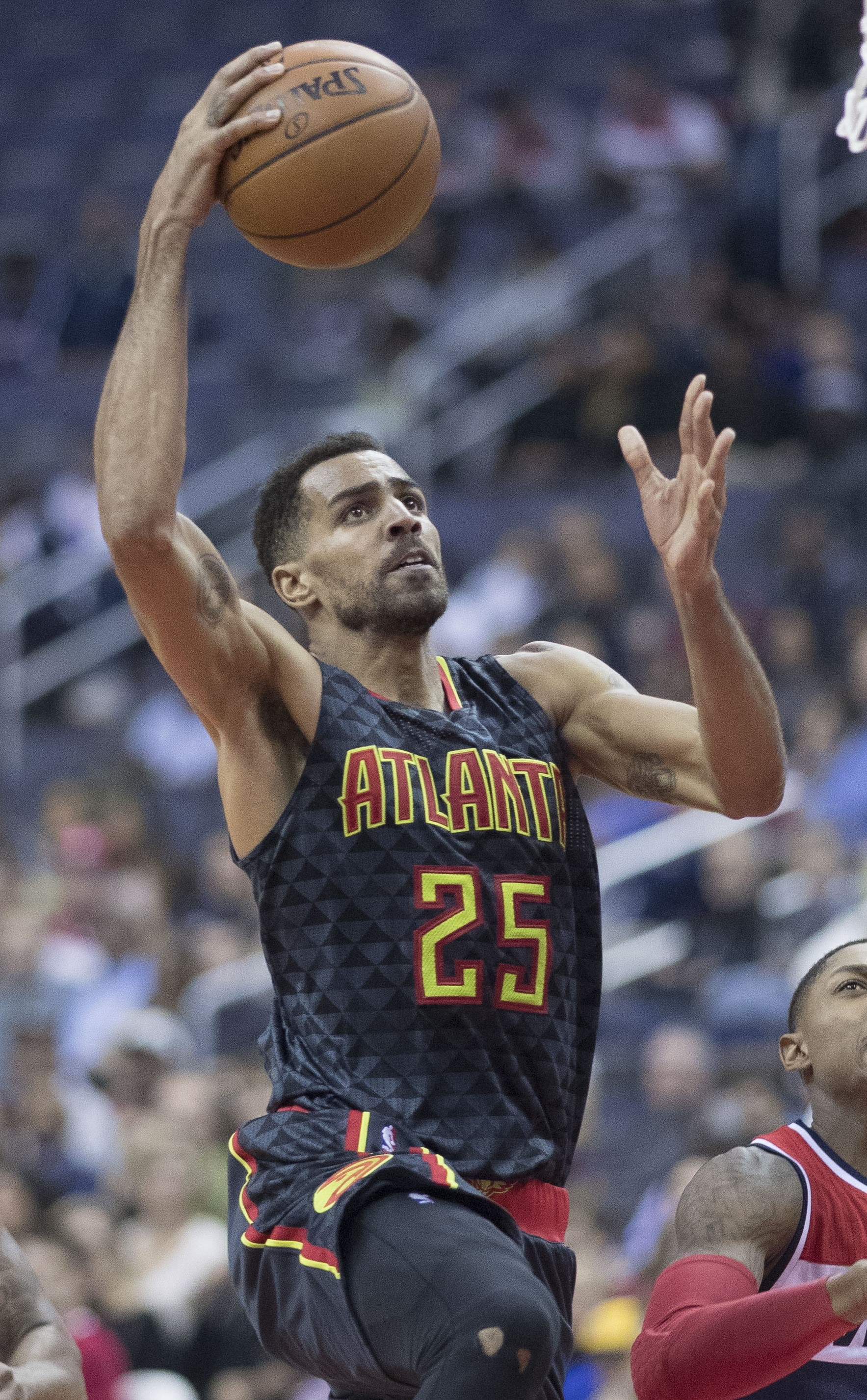
Thabo Sefolosha (* 1984)

### Sefr
- Sefried, Reinhard (* 1955), deutscher Tischtennisspieler
- Sefrin, Max (1913–2000), deutscher Politiker (CDU), MdV, Stellvertretender Ministerpräsident und Minister für Gesundheit der DDR
- Sefrin, Peter (* 1941), deutscher Arzt und Notfallmediziner
- Sefrioui, Abdelhakim (* 1959), islamischer Fundamentalist
- Sefron, Karina (* 1967), dänische Fußballspielerin

### Sefs
- Sefström, Nils Gabriel (1787–1845), schwedischer Chemiker und Mineraloge

### Seft
- Seftel, Joshua (* 1968), US-amerikanischer Filmemacher, Filmproduzent, Filmregisseur und Drehbuchautor
- Seftigen, Ludwig von († 1408), Schultheiss der Stadt Berb
- Sefton, Clyde (* 1951), australischer Radrennfahrer
- Sefton, William (1915–1982), US-amerikanischer Leichtathlet
- Sefton, William, Baron Sefton of Garston (1915–2001), britischer Politiker

### Sefu
- Sefularo, Molefi (1957–2010), südafrikanischer Politiker

### Sefy
- Sefyu (* 1981), französischer Rapper

### Sefz
- Sefzik, Bernd-Horst (1942–1994), deutscher Fotograf und Bildjournalist